# 532 هـ
532 هـ هي سنة في التقويم الهجري امتدت مقابلةً في التقويم الميلادي بين سنتي 1137 و1138.

## مواليد
- صلاح الدين الأيوبي

## وفيات
- شهاب الدين محمود بن بوري
- أبو جعفر منصور الراشد بالله
- أبو مسعود الدمشقي
- أحمد بن طاهر الأنصاري الداني
- عبد الله بن أحمد بن سعيد بن يربوع